# Деллерт, Керстин
Керстин Деллерт (швед. Kjerstin Dellert; 4 ноября 1925 — 5 марта 2018) — шведская оперная певица (сопрано) и театральный менеджер.

## Биография

### Ранние годы
Родилась в Стокгольме в семье коммерсанта Оскара Деллерта и Элизабет Деллерт (урождённой Блумквист, во втором браке — Аскелл).

### Карьера певицы
Карьеру в качестве вокалистки начала в 1948 году на американском радио, выиграв конкурс талантов Артура Годфри в Нью-Йорке. Деллерт исполнила песню Someone to Watch Over Me.
На оперной сцене дебютировала в 1951 году на сцене Stora Teatern в Гётеборге, исполнив партию в оперетте Жака Оффенбаха «Прекрасная Елена». С середины 1950-х до 1970-х годов в основном выступала в Королевской опере в Стокгольме, исполняя партии в оперных спектаклях, в том числе в «Тоске» Пуччини и «Аниаре» Карл-Биргера Блумдаля (1959).
Деллерт также выступала в качестве организатора и продюсера нескольких представлений по особым случаям, например, шоу по заказу Риксдага на сцене Стокгольмской оперы 1976 года, приуроченного к свадьбе короля Карл Густав и королевы Сильвия (на этом концерте ABBA впервые исполнила песню Dancing Queen, а сама Деллерт выступила с песней O, min Carl Gustafа). В честь своего 50-летия Деллерт организовала ревю на сцене Södra Teatern в 1975 году.

### Другая деятельность

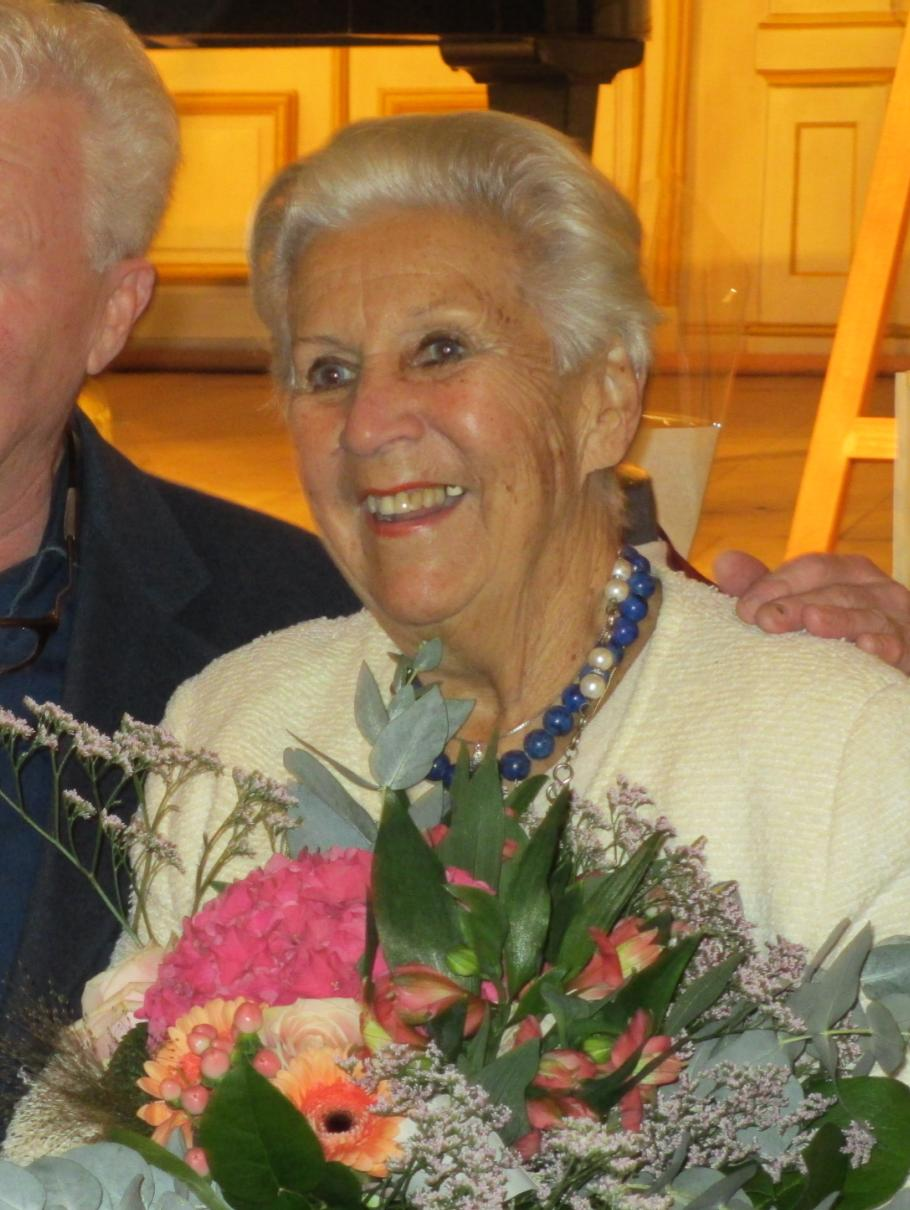
Деллерт в 2015 году в день 90-летия

В 1981 году Деллерт стала директором театра Confidencen во дворце Ульриксдаль. В 1979 году она официально покинула Королевскую оперу, но оставалась на сцене до середины 1990-х годов. В 2005 Деллерт появилась в роли Марии Каллас в спектакле Master Class по пьесе Терренса Макнелли, поставленном на сценах Confidencen и Lorensbergsteatern в Гётеборге, получив положительные отзывы критиков.
В фильме режиссёра Густава Эдгрена «Прекрасная Елена» (1951) Деллерт дублировала Эву Дальбек в оперных партиях. Также она участвовала в Melodifestivalen 1972 с песней Kärlek behöver inga ord, заняв в итоге четвёртое место.

### Смерть
В канун Рождества 2016 года перенесла инсульт.
5 марта 2018 года Деллерт скончалась в возрасте 92 лет.

## Семья
С 1947 по 1966 год состояла в браке с Карл-Олафом Бергом (швед. Carl-Olof Bergh). Единственный сын — Тотте Деллерт (швед. Thotte Dellert), шведский художник и актёр. С 1968 года — замужем за Нильсом-Оке Хеггбомом (швед. Nils-Åke Häggbom), танцором балета и балетным режиссёром Королевского балета c 1986 по 1993 год.

## Награды и премии
- 1976] – Медаль Его Величества Короля, 8-й размер с летной ордена Серафимов
- 1982 – Медаль за заслуги перед песенным искусствам
- 1988 – премия Natur & Kulturs
- 1991 – Премия Альфа Хенриксона[15]
- 1994 – Золотая медаль Illis Quorum
- 2000 – Стокгольмская премия Беллмана
- 2017 – Медаль Королевского патриотического общества за вклад в культуру[16]